# خماسي بروميد الفسفور
خماسي بروميد الفوسفور هي مادة نشطة كيميائياً . مادة صلبة صفراء صيغته PBr5 ، والذي له التركيب PBr4+ Br− في الحالة الصلبة لكن في الطور البخاري يتفكك كاملاً إلى ثلاثي بروميد الفوسفور PBr3 و البروم Br2 . يؤدي التبريد السريع لهذا الطور إلى درجة حرارة 15 ° كالفن إلى تكوين أنواع أيونية [PBr4]+[Br3]- .

## الاستخدامات
يمكن أن يستخدم هذا المركب في الكيمياء العضوية لتحويل الأحماض الكربوكسيلية إلى بروميدات الأسيل . وهي مادة آكالة للغاية وينبغي التعامل معها بحذر . وتتفكك عند درجة حرارة تفوق 100 ° م إلى ثلاثي بروميد الفوسفور و البروم:
PBr5 → PBr3 + Br2
إن عكس هذا الاتزان لتوليد PBr5 بواسطة إضافة البروم إلى ثلاثي بروميد الفوسفور صعب من الناحية العملية نظراً لأن الناتج PBr5 يستجيب لمزيداً من الإضافة للحصول على سباعي بروميد الفوسفورPBr7 .